# シュトッシュ (コルベット)
|          |                                                                                             |
| 艦歴     |                                                                                             |
| 名前     | シュトッシュ                                                                                |
| 建造     | フルカン・シュテッティン                                                                    |
| 起工     | 1876年                                                                                      |
| 進水     | 1877年10月8日                                                                               |
| 竣工     | 1878年4月                                                                                   |
| その後   | 1907年5月27日に船舶解体の為売却                                                             |
| 主要諸元 |                                                                                             |
| 艦級     | ビスマルク級コルベット                                                                      |
| 排水量   | 3,089トン                                                                                   |
| 全長     | 82メートル                                                                                  |
| 全幅     | 13.7メートル                                                                                |
| 吃水     | 6.3メートル                                                                                 |
| 機関出力 | 2,500指示馬力 (1,900キロワット)                                                             |
| 機関     | 横置き型箱型煙管缶4基 横置型単段膨脹型3気筒レシプロ機関1基1軸                               |
| 速力     | 12ノット                                                                                    |
| 航続距離 | 10ノットで1,940海里                                                                         |
| 定員     | 404人                                                                                       |
| 兵装     | 15センチ（5.9インチ）単装砲16基 8.8センチ(3.5インチ)速射砲2基 3.7センチ(1.5インチ)五連銃6基 |

シュトッシュ(SMS Stosch)は、ドイツ帝国海軍が建造したビスマルク級コルベットである。艦名は、新設された帝国海軍の初代参謀長を1872年から1883年まで務めたアルブレヒト・フォン・シュトッシュ海軍大将から取られた。